# Logocentrismo

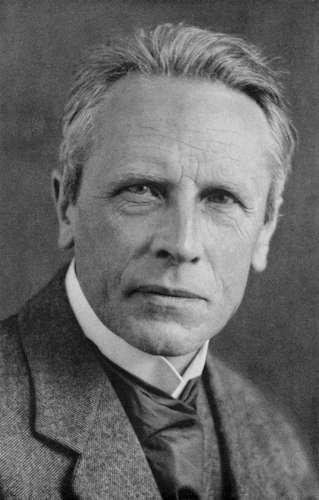
Fotografía de Ludwig Klages, creador del término «logocentrismo».

El logocentrismo es la tendencia de un texto a encerrarse en la lógica de su propio lenguaje y a considerar a este como un modelo de referencia. Se refiere a la tradición de la ciencia y la filosofía occidentales que considera las palabras y el lenguaje como una expresión fundamental de una realidad externa. Sostiene que el logos (del griego antiguo, «palabra», «razón», «orden») es superior a la hora de establecer un conocimiento como verdadero y que hay un objeto original e irreductible que representa el logos.
El vocablo fue acuñado por el filósofo alemán Ludwig Klages en los años 20 del siglo XX y posteriormente retomado por el filósofo francés Jacques Derrida.
El término logocentrismo se confunde a veces con fonocentrismo, que se refiere al privilegio del discurso sobre la escritura.

## Concepto
«Logocentrismo» se refiere a la tendencia de la ciencia y la filosofía occidentales a considerar las palabras y el lenguaje como una expresión inmediata de una realidad externa. Es decir, no habría diferencia entre un signo y su objeto. De esta manera, la tradición logocéntrica habría dado por supuesto que lo que pensamos representa de manera fiel las cosas tal como son en realidad. Lo que llamamos «razón» o «pensamiento» tendría la capacidad para conocer la verdad y el sentido de las cosas.

## Según Ludwig Klages
Ludwig Klages, filósofo alemán de principios del siglo XX, partía en sus razonamientos de la diferencia entre mente y vida, siguiendo la influencia de autores como Bergson, Nietzsche o Bachofen. En este contexto, Klages acuña el término «logocentrismo» para referirse al énfasis en la racionalidad que, al menos desde la Ilustración, ha triunfado sobre la realidad de la vida. De esta manera, la razón logocéntrica, según Klages, «concibe la naturaleza sólo como materia racionalmente explotable, corta al hombre de sus raíces cósmicas y se vuelve peligrosa para la humanidad».

## Según Derrida

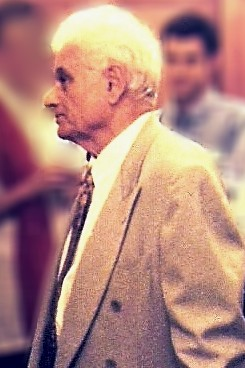
El filósofo franco-argelino Jacques Derrida, uno de los principales teóricos del logocentrismo.

En su obra De la gramatología, Derrida define el «logocentrismo» como una forma del «etnocentrismo más original y poderoso», que se da como una metafísica de la escritura fonética. Este logocentrismo, según Derrida, ha estado presente en la historia de la escritura, de la metafísica y de la ciencia.
- Respecto a la escritura, el logocentrismo está presente en la presuposición de que las palabras expresan de manera inmediata la realidad.[2]

- En la metafísica, se encuentra en la idea, presente desde los presocráticos hasta Heidegger, de que el origen de la verdad se encuentra en el logos. En este sentido, Derrida dice que «la historia de la verdad [···] siempre fue [···] una degradación de la escritura y su expulsión fuera del habla "plena"».[6][7]

- Respecto a la ciencia, Derrida encuentra el logocentrismo en la cientificidad de la ciencia y en que la ciencia siempre se determinara como lógica. En este sentido, la ciencia siempre fue un concepto filosófico. No obstante, menciona el filósofo francés que la ciencia, a través de su acercamiento a la escritura no fonética, plantea una impugnación al «imperialismo del logos».[6][7]

Derrida sostiene que el logocentrismo ha menospreciado a la escritura, dándole primacía a la oralidad. De este modo, la palabra hablada ha sido entendida como una manifestación inmediata y pura del lenguaje. Además, ha llevado a considerar a la escritura como una simple derivación de la oralidad, como algo subalterno. Esto nos lleva, dice el filósofo franco-argelino, a creer en la palabra hablada como algo cercano al espíritu y, con ello, a la idea de que la mente refleja de manera fiel y natural el mundo.
A nivel Semiótica, esto implica que según la tradición logocéntrica, el signo oral (es decir, los componentes de la palabra hablada) están en conexión directa con su significado. Mientras tanto, el signo escrito no tendría esta misma cercanía.
A partir de este concepto y basándose también en Heidegger, Derrida llama a la deconstrucción, es decir, al «desmontaje del logocentrismo».